# Camaləddin Məhəmmədov
Cәmalәddin Mәhәmmәdov (in russo Джамаладдин Магомедов?; Machačkala, 14 marzo 1989) è un lottatore azero, specializzato nella lotta libera.

## Biografia
Ha rappresentato l'Azerbaigian a due edizioni dei Giochi olimpici estivi: Londra 2012 e Rio de Janeiro 2016, terminando rispettivamente al 16º e 12º posto in classifica nei tornei della lotta libera pesi supermassimi.

## Palmarès
- Mondiali

Istanbul 2011: bronzo nei 120 kg.
Las Vegas 2015: argento nei 125 kg.
- Europei

Dortmund 2011: bronzo nei 120 kg.
Tbilisi 2014: bronzo nei 120 kg.
Novi Sad 2017: argento nei 120 kg.
Kaspijsk 2018: bronzo nei 125 kg.
Roma 2020: bronzo nei 125 kg.
- Giochi europei

Baku 2015: bronzo nei 125 kg.
Minsk 2019: bronzo nei 125 kg.